# Antípatro (hijo de Herodes)
Antípatro (Ἀντίπατρος; c 46 a. C.- 4 a. C.) fue el hijo primogénito de Herodes I el Grande y de su primera esposa Doris. 

## Biografía
Cuando Herodes se divorció de Doris, hacia el 43 a. C., y se casó con Mariamna I, Antípatro fue exiliado junto con su madre. Sin embargo, después de la caída de Mariamne en el 29 a. C. fue llamado de nuevo a la corte, a fin de supervisar las acciones de los hijos de esta, Alejandro y Aristóbulo.
En el 13 a. C. Herodes nombró a Antípatro su principal heredero, posición que mantuvo incluso cuando Alejandro y Aristóbulo fueron incluidos en la sucesión real al año siguiente.
Antípatro convenció a su padre de que ambos hermanos conspiraban contra él. Herodes se reconcilió con Alejandro y Aristóbulo, pero Antípatro siguió intrigando hasta que consiguió que el rey los hiciera matar en 7 a. C. declarándolo su único heredero en 6 a. C., con Herodes II en segundo lugar.
Sin embargo, en el año 5 a. C. Antípatro, quien regresaba de Roma, fue juzgado ante  Publio Quintilio Varo, gobernador romano de Siria, acusado de conspiración para asesinar a su padre Herodes. Según los cargos, se habría confabulado con su tío Feroras, cuya muerte, y la posterior confesión de su viuda, permitieron descubrir la conjura.
Varo encontró culpable a Antípatro, sentenciándolo a muerte. No obstante, debido a su rango de heredero y su condición de ciudadano romano, era necesario que Augusto aprobara la pena capital. Mientras se sustanciaba la confirmación, Antípatro fue despojado de su condición de sucesor, la cual fue otorgada a Herodes Antipas. 
En un primer momento, Augusto recomendó que la sentencia fuese conmutada en destierro, pero Antípatro fue asesinado en la prisión cinco días antes de morir Herodes en 4 a. C. Ese mismo año Herodes había cambiado nuevamente su testamento e hizo de Arquelao su principal heredero, mientras que Antipas y Herodes Filipo se convirtieron en tetrarcas en ciertos territorios.
El escritor Macrobio, en su obra Saturnalia, citó una frase de Augusto a propósito de las ejecuciones de sus hijos: "Es mejor ser el cerdo de Herodes que su hijo", juego de palabras en griego donde hijo y cerdo se parecen, y alusión al judaísmo de Herodes que le impedía comer carne de puerco.
Por los escritos de Flavio Josefo se conocen dos esposas de Antípatro. La primera su sobrina Mariamna III, hija de Aristóbulo IV y la segunda una princesa cuyo nombre se desconoce, pero que era hija de Antígono el último rey de la dinastía asmonea. Esta esposa estuvo presente en el palacio en apoyo de su esposo durante el juicio ante Varo.

## Literatura
La novela Rey Jesús, de Robert Graves, hace de Antípatro uno de sus protagonistas. Según la trama, este príncipe herodiano piadoso y culto, contrae matrimonio en secreto con María, una doncella del Templo, y heredera del trono de David por vía matrilineal. Sin embargo, Herodes pretende sacrificar a Antípatro como supuestamente lo hizo Abraham con Isaac, a fin de prolongar su vida. El plan se frustra con la muerte de ambos en un confuso episodio y María debe casarse con el anciano carpintero José para preservar su vida. No obstante ha quedado embarazada de Antípatro y su hijo es Jesús de Nazaret. En el Apéndice, Graves pretende que esta versión del origen de Jesús se basa en evidencias, pero declina mencionarlas. El autor Joseph Raymond recoge esta tesis y procura demostrarla en su estudio de 2010: El Mesías herodiano (Herodian Messiah: Case For Jesus As Grandson of Herod) añadiendo que María era la hija de Antígono, el último rey asmoneo.